# Czékus Lajos
Czékus Lajos (Budapest, 1941. augusztus 14. –) magyar hivatásos labdarúgó-sportvezető. Szigetszentmiklóson él.

## Sportvezetői pályafutása
1972-ben került munkatársként a Magyar Labdarúgó-szövetségbe, az akkori főtitkár, Petri Sándor hívására. Szervezési területen végezte munkáját, hamarosan szervezési csoportvezetővé nevezték ki, az ő irányításával szervezte a szövetség az NB-s bajnokságokat és kupákat. A bajnoki sorsolások számítógépre vitelét - a korábbi, manuális gyakorlattal szemben - ő valósította meg. Szervezői munkája mellett a nyolcvanas évek első felében - Mészöly Kálmán kapitánysága idején - ellátta az A válogatott technikai vezetői feladatát is.
Páncsics Miklós, Berzi Sándor, Török Péter mellett több éven keresztül töltötte be a főtitkár-helyettesi pozíciót. 1990-ben az MLSZ ügyvezető igazgatója. 1995-ben Benkő László akkori elnök felkérte, hogy a roma labdarúgó válogatott ügyeit is intézze. 1997 májusában az MLSZ gyámkodásával létrejött a tizenkilenc fős Cigány Bizottság, melynek elnökévé Túrós Andrást választották. Kisteleki István elnöksége ideje alatt ez a bizottság Kisebbségi Labdarúgó Bizottsággá alakult.
Czékus 1996 és 1998 között, Laczkó Mihály második elnökségének idején az MLSZ főtitkára volt. Ez idő alatt egy személyben ellátta a szövetség gazdasági vezetői, szóvivői tisztséggel járó feladatait is. Munkásságának eredményeként a Fővárosi Bíróság 2001. június 6-án társadalmi szervezetként (9436. sorszám alatt) bejegyezte a Szabadidős Kispályás Labdarúgó Szövetséget.
2003 és 2005 között Balassagyarmaton a Balassagyarmati Futball Sport Kft. ügyvezető igazgatójaként tevékenykedett. A csapat Kis Károly vezetőedzővel ekkor történetének legnagyobb sikerét érte el: a hatodik helyen végzett, annak ellenére, hogy szinte az egész bajnoki év alatt gazdasági gondokkal kellett küszködni, a tulajdonos (városi önkormányzat) vállalt kötelezettségének elmulasztása miatt.
Az MLSZ-ben végzett munkáját kormánykitüntetésekkel (sportérdemérem fokozataival) is elismerték. 1981-ben a labdarúgó-mérkőzések televíziós közvetítésinek szervező munkájáért TV-nívódíjjal jutalmazták.